# 3795 Nigel
3795 Nigel è un asteroide della fascia principale. Scoperto nel 1986, presenta un'orbita caratterizzata da un semiasse maggiore pari a 2,3902512 UA e da un'eccentricità di 0,1818128, inclinata di 9,82146° rispetto all'eclittica.